# 大多喜重明
大多喜 重明（おおたき しげあき、1958年 -  )は、日本の物理学者。元神戸市立工業高等専門学校教授。理学博士（東京理科大学）。格子欠陥を専攻としているほか、過去に高校教師を務め科学教育・教育工学を研究している。

## 略歴
1988年東京理科大学理学研究科にて博士取得後、1988年富士通研究所、1989年東京農工大学(助手)、新潟県立高校を経て、1998年より2023年まで神戸市立工業高等専門学校教授を務めていた。
UNITY（大学共同利用施設）公開講座、小学生向け理科教室の開催や第10回全国生涯学習フェスティバル「親子わくわく理科教室」などを開き創造的人材の育成についての研究も行っている。

## 出版
- 『物理学ノート「力と運動」』、工学社、2011年
- 『物理学ノート「電磁気」―「定量的な実験力」&「現象の数式化力」』、工学社、2013年